# ロシア連邦道路M11
ロシア連邦道路M11 (ロシアれんぽうどうろ えむじゅういち、ロシア語: Автомагистраль Москва — Санкт-Петербург、モスクワ-サンクトペテルブルク自動車道) または、連邦道路ネヴァは、ロシアの二大都市であるモスクワとサンクトペテルブルクの間を結ぶ、ロシア初の自動車専用道路である。

## 概要
モスクワとサンクトペテルブルクの間を結ぶロシア初の長距離自動車専用道路である。ほぼ全線がロシア連邦道路M10と並走しており、欧州自動車道路E18、E105号線及びアジアハイウェイ8号線に指定されている。
道路の建設は当初、2018 FIFAワールドカップに間に合わせることが予定されて2010年に開始されたが、森林を切り開いての開発に対する反対運動など(後述)で延期が相次ぎ全線の開通は2019年11月にずれ込んだ。
これまで、ロシアの二大都市であるモスクワとサンクトペテルブルクの交通は一般道路であるロシア連邦道路M10に集中しており、混雑が問題視されていたが、M11の開通で、モスクワとサンクトペテルブルクを結ぶ所要時間は大幅に短縮された。従来M10を利用した場合、概ね10時間程度必要だったが、M11の供用後は、5 - 6時間程度まで短くすることができた。
M11の総延長距離は、おおよそ684キロメートルに及び、これは、東京から岡山までの距離に相当する。
この道路の建設を巡っては、モスクワ北西部のグリーンベルトのひとつでもあるヒムキの森がルートに選ばれた事から、森林を切り開いての道路建設に反対する運動があり、長い調整を要した。
道路建設に掛かった総額は、5200億ルーブルにも達し、これは現代ロシアの公共事業のなかではもっとも多い金額となった。

## データ
以下の内容は英語版Wikipediaによる
| 全長             | 684 km     |
| インターチェンジ | 32ヶ所     |
| 橋               | 85ヶ所     |
| 高架             | 167ヶ所    |
| 車線             | 4 - 10車線 |
| 車線幅           | 3.75 m     |
| 路肩幅           | 3.5 m      |
| 中央分離帯幅     | 5 m        |

## 料金・制限速度
|          | 平日          | 週末          |
| -------- | ------------- | ------------- |
| 一般     | 1,820ルーブル | 2,020ルーブル |
| 電子決済 | 1,331ルーブル | 1,494ルーブル |

| 季節     | 制限速度 |
| -------- | -------- |
| 設計速度 | 150 km/h |
| 冬期     | 110 km/h |
| 春期     | 130 km/h |